# マケドニア語版ウィキペディア
マケドニア語版ウィキペディア（マケドニアごばんウィキペディア、マケドニア語:Македонска Википедија）は、多言語でのオンライン百科事典プロジェクト「ウィキペディア」のマケドニア語版である。2003年9月に設立された。2018年2月16日の時点で、記事数は92,852項目で、全ての言語のウィキペディアの中では62番目に記事数が多い。
マケドニア語版ウィキペディアは、ノヴァ・マケドニヤ（Nova Makedonija）など複数のマケドニアの新聞に紹介され、また他の言語版のウィキペディアはマケドニア国内の多くのメディアに取り上げられている。

## 歴史
- 2003年9月4日 マケドニア語版ウィキペディアが開始

## 記事数
- 2019年5月1日、10万項目を突破する。